# Trois-Palis
Trois-Palis est une commune du Sud-Ouest de la France, située dans le département de la Charente (région Nouvelle-Aquitaine).
Ses habitants sont les Tripaliciens et les Tripaliciennes.

## Géographie

### Localisation et accès
Trois-Palis est une commune située 8 km à l'ouest d'Angoulême dont elle fait partie de l'aire urbaine, dans la vallée de la Charente, sur la rive droite du fleuve.
Le village de Trois-Palis est aussi à 5 km au sud-est d'Hiersac, chef-lieu de son canton, 10 km à l'est de Châteauneuf. Elle fait partie du Grand Angoulême, la commune est proche à l'est et au sud des communes membres de Nersac, La Couronne, Saint-Michel, Linars, Fléac...
À l'écart des grandes routes, la commune est traversée par la D 72, qui longe la rive droite de la Charente en direction d'Angoulême à l'est, et par la D 41 qui franchit la Charente au pont de la Meure et relie la commune à Nersac. La D 41 va au nord-ouest vers Saint-Saturnin et Hiersac. La D 84 et la D 53 traversent aussi l'ouest de la commune.

### Hameaux et lieux-dits
L'habitat est assez dispersé et la commune compte quelques hameaux : Villars au nord, Puybertier et l'Ageasson à l'ouest, près de Rochecorail. Il y a aussi quelques lotissements, comme Pré Richard à l'est du bourg, ou la Plaine près de Villars.

### Communes limitrophes
|             | Saint-Saturnin |        |
| Champmillon | Trois-Palis    | Linars |
| Sireuil     | Nersac         |        |

### Géologie et relief
Géologiquement la commune appartient aux calcaires du Bassin aquitain, comme les trois quarts ouest du département de la Charente, mais elle est à la limite du Jurassique qui occupe la moitié nord du département et le Crétacé au sud.
Le Portlandien (Jurassique supérieur) occupe une bande centrale est-ouest de la commune, à une altitude entre 30 et 50 m (à la hauteur de la D.72). Au-dessus, on trouve le plateau de Cénomanien (Crétacé supérieur), qui occupe la moitié nord et l'ouest de la commune.
La vallée de la Charente est occupée par les alluvions du Quaternaire, plus récentes pour la partie inondable, et qui atteignent quelques mètres pour les plus anciennes, et constituent une terrasse alluviale entre Cheneuzac et le bourg. On trouve aussi des grèzes au nord-ouest du bourg,,.
La commune occupe la vallée de la Charente, ainsi que des bas plateaux sur sa rive droite. Le point culminant est à une altitude de 92 m, situé sur la limite nord près de Villars. Le point le plus bas est à 22 m, situé le long du fleuve. Le bourg situé dans la vallée est à environ 30 m d'altitude.

### Hydrographie

#### Réseau hydrographique

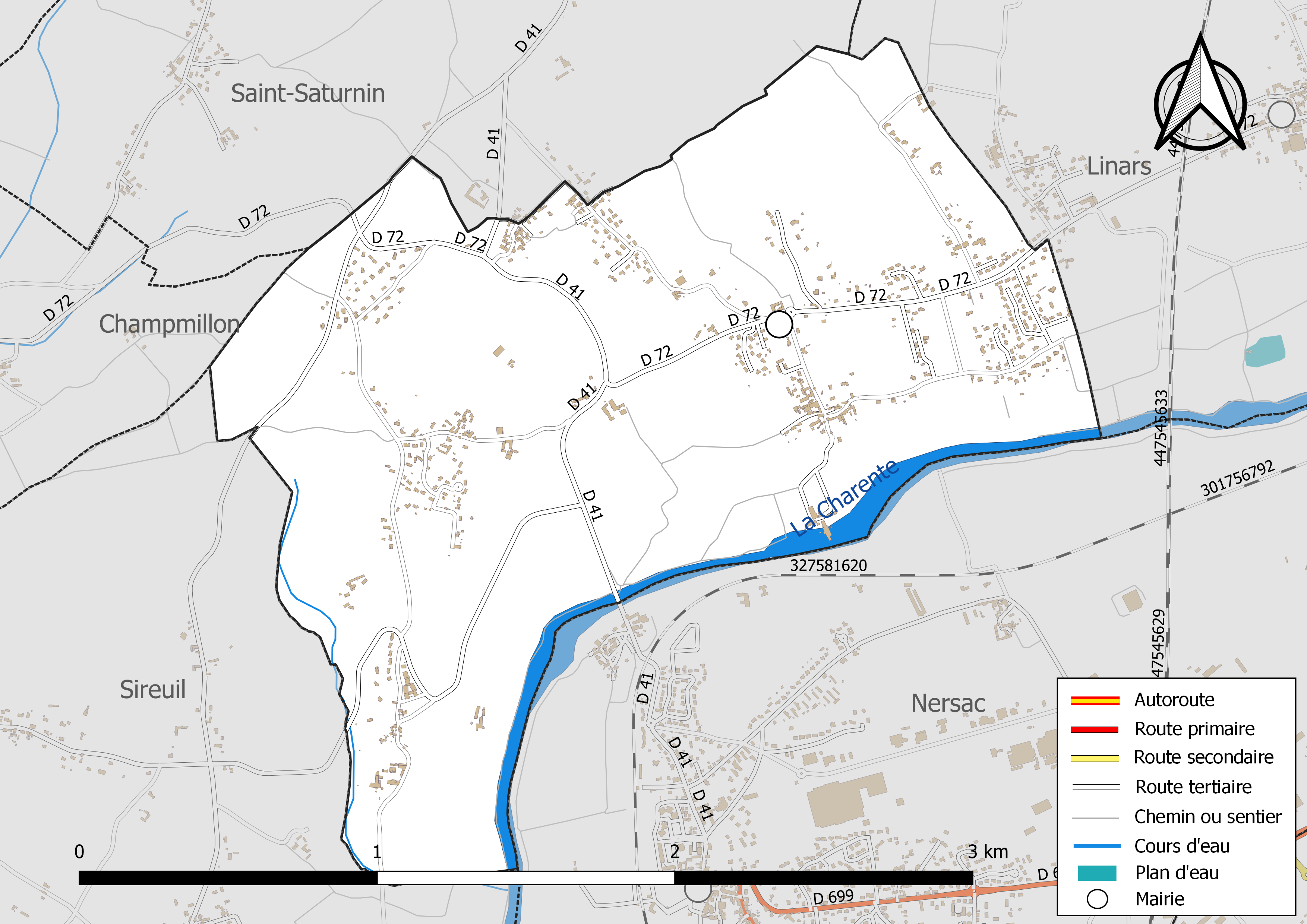
Réseaux hydrographique et routier de Trois-Palis.

La commune est située dans le bassin versant de la Charente au sein du Bassin Adour-Garonne. Elle est drainée par la Charente et par un petit cours d'eau, qui constituent un réseau hydrographique de 4 km de longueur totale,.
La commune est sur la rive droite de la Charente en aval d'Angoulême, et le fleuve en arrose toute la bordure sud.

#### Gestion des eaux
Le territoire communal est couvert par le schéma d'aménagement et de gestion des eaux (SAGE) « Charente ». Ce document de planification, dont le territoire correspond au bassin de la Charente, d'une superficie de 9 300 km2, a été approuvé le 19 novembre 2019. La structure porteuse de l'élaboration et de la mise en œuvre est l'établissement public territorial de bassin Charente. Il définit sur son territoire les objectifs généraux d’utilisation, de mise en valeur et de protection quantitative et qualitative des ressources en eau superficielle et souterraine, en respect des objectifs de qualité définis dans le troisième SDAGE  du Bassin Adour-Garonne qui couvre la période 2022-2027, approuvé le 10 mars 2022.

### Climat
Comme dans les trois quarts sud et ouest du département, le climat est océanique aquitain.

## Urbanisme

### Typologie
Au 1er janvier 2024, Trois-Palis est catégorisée commune rurale à habitat dispersé, selon la nouvelle grille communale de densité à 7 niveaux définie par l'Insee en 2022.
Elle appartient à l'unité urbaine d'Angoulême, une agglomération intra-départementale dont elle est une commune de la banlieue,. Par ailleurs la commune fait partie de l'aire d'attraction d'Angoulême, dont elle est une commune de la couronne,. Cette aire, qui regroupe 94 communes, est catégorisée dans les aires de 50 000 à moins de 200 000 habitants,.

### Occupation des sols
L'occupation des sols de la commune, telle qu'elle ressort de la base de données européenne d’occupation biophysique des sols Corine Land Cover (CLC), est marquée par l'importance des territoires agricoles (64,1 % en 2018), en diminution par rapport à 1990 (70,4 %). La répartition détaillée en 2018 est la suivante : 
zones agricoles hétérogènes (37,2 %), zones urbanisées (18,4 %), prairies (18,1 %), forêts (17,5 %), cultures permanentes (7,5 %), terres arables (1,4 %). L'évolution de l’occupation des sols de la commune et de ses infrastructures peut être observée sur les différentes représentations cartographiques du territoire : la carte de Cassini (XVIIIe siècle), la carte d'état-major (1820-1866) et les cartes ou photos aériennes de l'IGN pour la période actuelle (1950 à aujourd'hui).

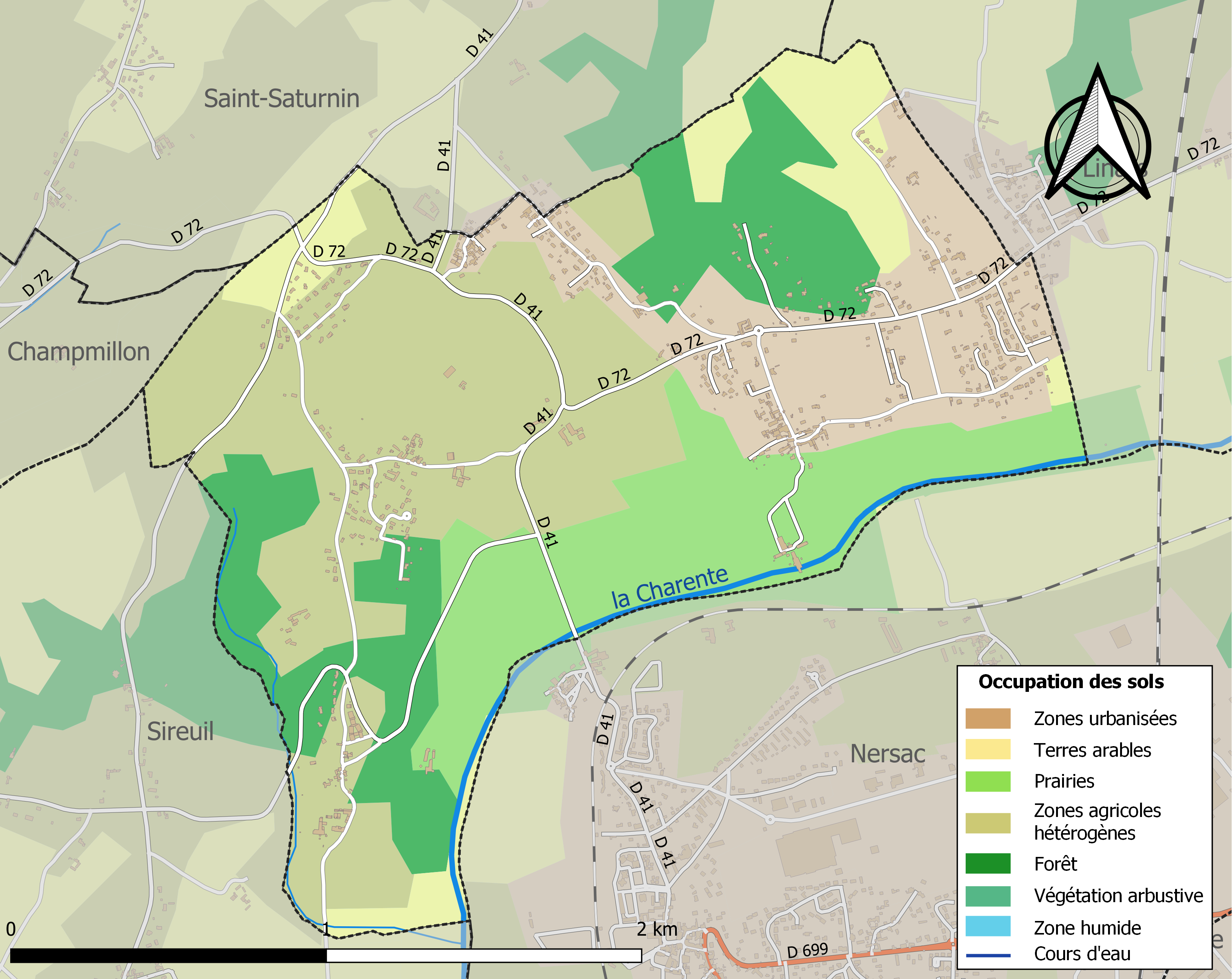
Carte des infrastructures et de l'occupation des sols de la commune en 2018 (CLC).

### Risques majeurs
Le territoire de la commune de Trois-Palis est vulnérable à différents aléas naturels : météorologiques (tempête, orage, neige, grand froid, canicule ou sécheresse), inondations et séisme (sismicité modérée). Il est également exposé à un risque technologique,  le transport de matières dangereuses. Un site publié par le BRGM permet d'évaluer simplement et rapidement les risques d'un bien localisé soit par son adresse soit par le numéro de sa parcelle.

#### Risques naturels
La commune fait partie du territoire à risques importants d'inondation (TRI) Saintes-Cognac-Angoulême, regroupant 46 communes concernées par un risque de débordement du fleuve Charente (34 en Charente et 12 en Charente-Maritime), un des 18 TRI qui ont été arrêtés fin 2012 sur le bassin Adour-Garonne. Les événements antérieurs à 2014 les plus significatifs sont les crues de l'hiver 1779, de 1842, de 1859, du 9 décembre 1882 du 19 février 1904, du 10 janvier 1961, de mars-avril 1962, du 24 décembre 1982 et du 8 janvier 1994. Des cartes des surfaces inondables ont été établies pour trois scénarios : fréquent (crue de temps de retour de 10 ans à 30 ans), moyen (temps de retour de 100 ans à 300 ans) et extrême (temps de retour de l'ordre de 1 000 ans, qui met en défaut tout système de protection). La commune a été reconnue en état de catastrophe naturelle au titre des dommages causés par les inondations et coulées de boue survenues en 1982, 1988, 1993, 1999 et 2021,.

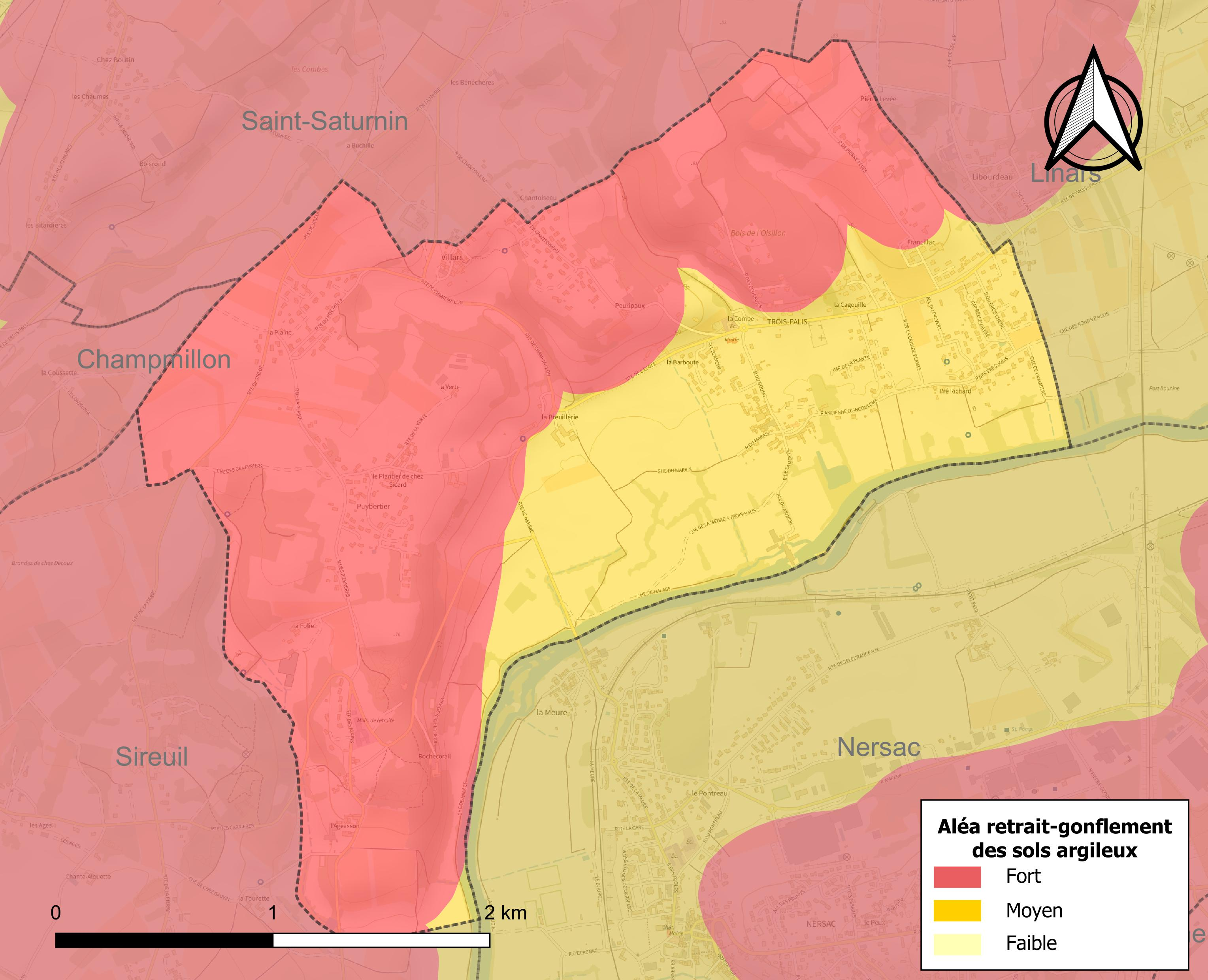
Carte des zones d'aléa retrait-gonflement des sols argileux de Trois-Palis.

Le retrait-gonflement des sols argileux est susceptible d'engendrer des dommages importants aux bâtiments en cas d’alternance de périodes de sécheresse et de pluie. La totalité de la commune est en aléa moyen ou fort (67,4 % au niveau départemental et 48,5 % au niveau national). Sur les 384 bâtiments dénombrés sur la commune en 2019,  384 sont en aléa moyen ou fort, soit 100 %, à comparer aux 81 % au niveau départemental et 54 % au niveau national. Une cartographie de l'exposition du territoire national au retrait gonflement des sols argileux est disponible sur le site du BRGM,.
Par ailleurs, afin de mieux appréhender le risque d’affaissement de terrain, l'inventaire national des cavités souterraines permet de localiser celles situées sur la commune.
Concernant les mouvements de terrains, la commune a été reconnue en état de catastrophe naturelle au titre des dommages causés par la sécheresse en 1989 et 2005 et par des mouvements de terrain en 1999.

#### Risques technologiques
Le risque de transport de matières dangereuses sur la commune est lié à sa traversée par une ou des infrastructures routières ou ferroviaires importantes ou la présence d'une canalisation de transport d'hydrocarbures. Un accident se produisant sur de telles infrastructures est susceptible d’avoir des effets graves sur les biens, les personnes ou l'environnement, selon la nature du matériau transporté. Des dispositions d’urbanisme peuvent être préconisées en conséquence.

## Toponymie
Les formes anciennes latinisées sont Tribus Palliis vers 1300, Tres Palas, Tribus Paliis (non datée, Moyen Âge).
L'origine du nom de Trois-Palis nom vient du bas latin palicia signifiant « palissade ». Il signifie donc "Trois palissades" ou "triple enceinte". C'est le sens de palis au Moyen Âge qui est passé en ancien français,.

## Histoire
Au Moyen Âge, Trois-Palis était sur un des chemins de pèlerinage en Charente. Une barque transportant des pèlerins qui rentraient à Pomport en Périgord avait chaviré sur la Charente en 1538 et avait fait 39 victimes.
En 1535, lorsque Jean Calvin, traqué, vint se réfugier à Angoulême sous le nom de Charles d'Hespeville, il trouva d'abord asile chez le curé de Claix, Louis du Tillet, puis sa retraite découverte, sur le conseil d'amis, il s'est réfugié dans les grottes de Rochecorail pour y achever son ouvrage « De l'Institution chrétienne ».
Ces grottes forment plusieurs chambres assez vastes, agrandies par la main de l'homme, et reliées au logis par un pont-levis. Elles comprenaient un silo creusé et couvert, et elles ont dû être habitées dès les temps anciens pour servir de refuges. D'après la tradition, Calvin habita la plus vaste de ces chambres.
À la fin du XVIIe siècle, lors de la Révocation de l'édit de Nantes, les protestants, persécutés par les dragonnades, trouvèrent aussi refuge dans ces grottes.
Les registres de l'état civil de la commune remontent à 1600, ce qui est assez ancien pour le département.

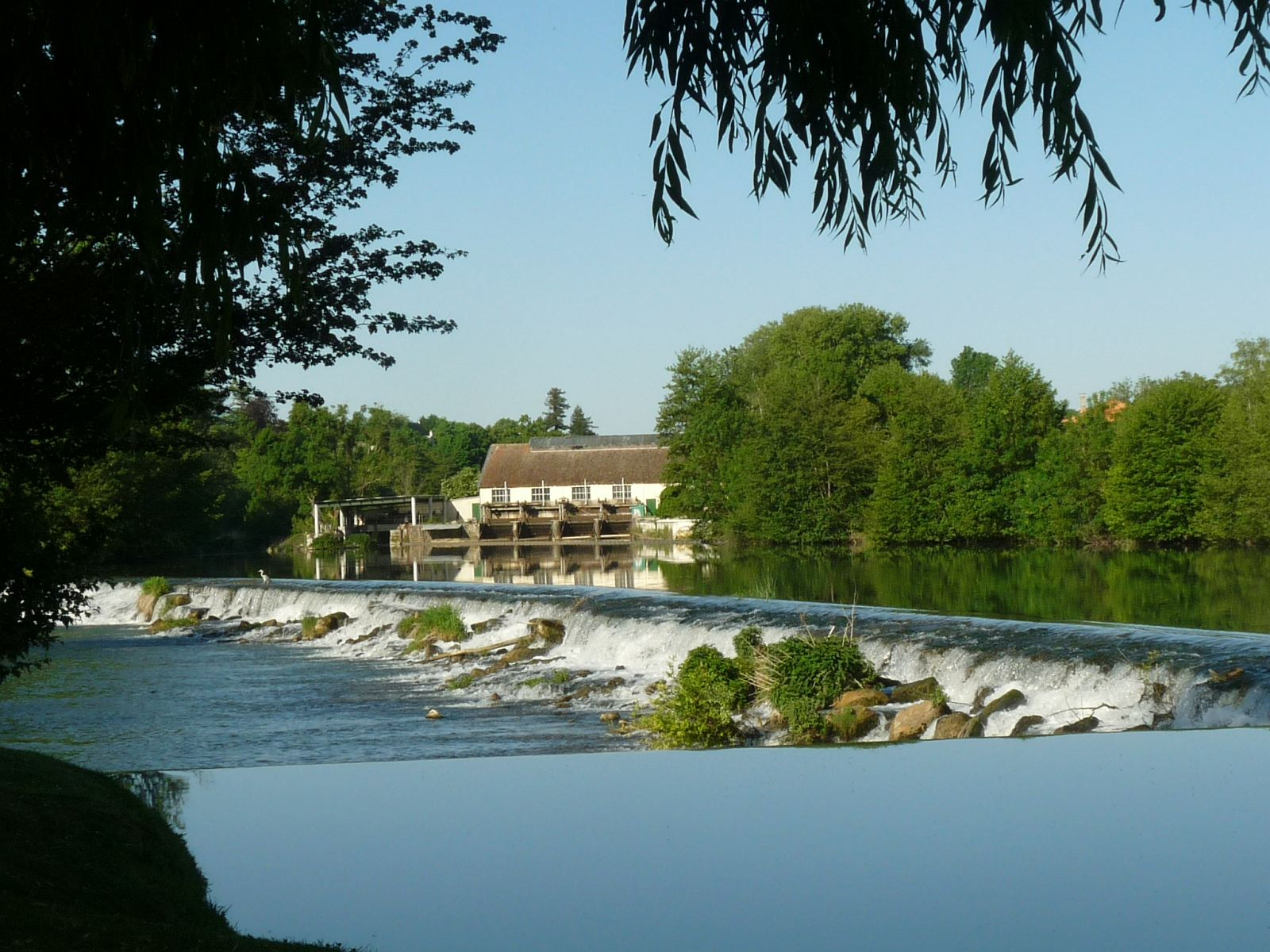
L'usine de la Mothe vue depuis l'écluse.

Trois-Palis comptait plusieurs moulins dont un moulin à blé au lieu-dit la Mothe. En 1836 a été construite à sa place une usine métallurgique qui a été transformée en 1886 en usine à papier puis devient une annexe de la tannerie de Sireuil dans les années 1930. Elle est transformée en centrale hydroélectrique en 1963. Au milieu du XIXe siècle, il y avait six roues hydrauliques. En 1988, il y a deux turbines de la Société hydromécanique de Toulouse et un générateur CEM de 300 kW.
Au début du XXe siècle, l'industrie était aussi représentée par les carrières de pierre de taille de Rochecorail.

## Administration

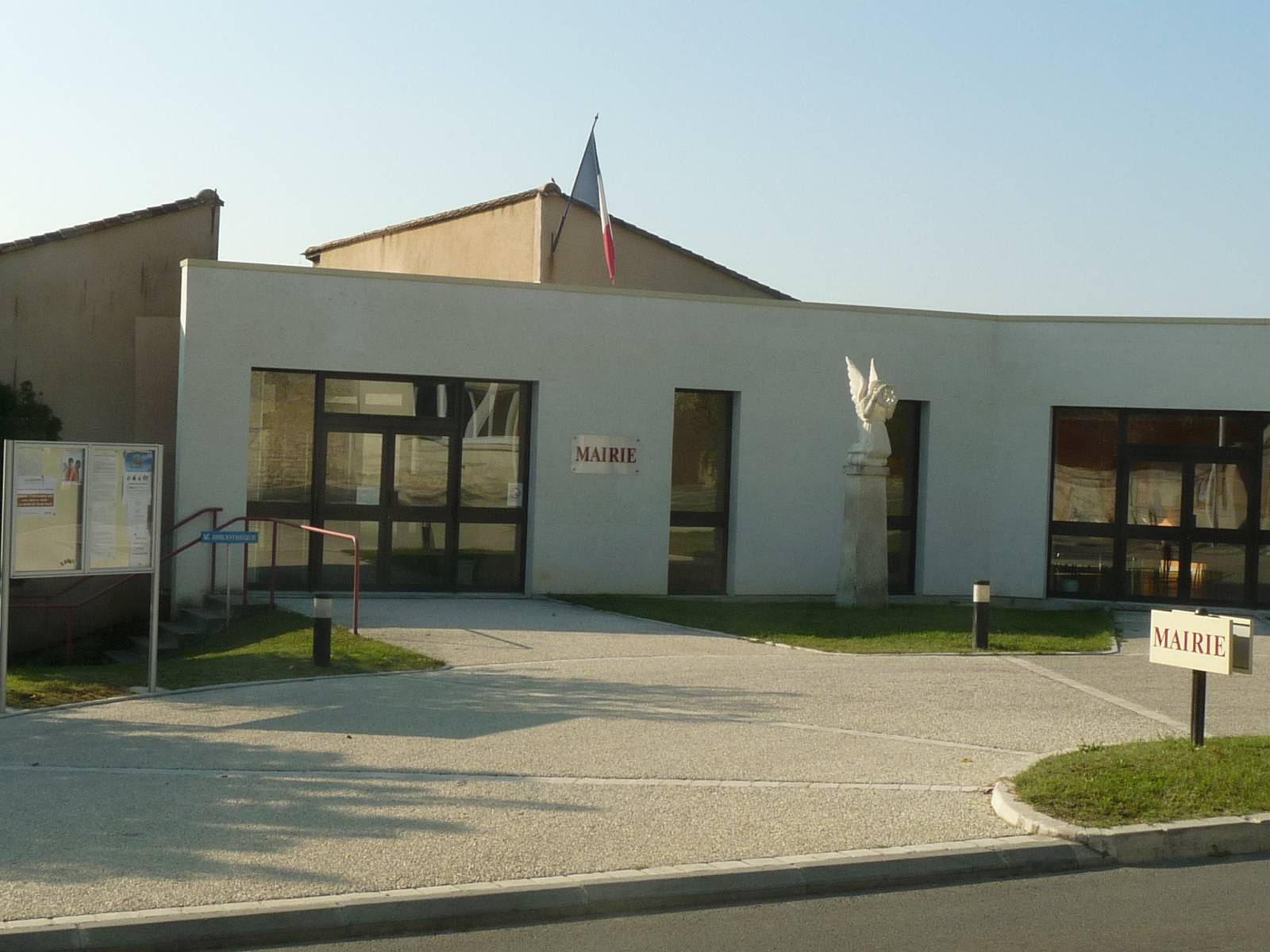
Mairie de Trois-Palis.

| Période                                  | Période  | Identité             | Étiquette | Qualité                   |
| ---------------------------------------- | -------- | -------------------- | --------- | ------------------------- |
| maire en 1945                            | ?        | M. Bertrand          | MRP       |                           |
| Les données manquantes sont à compléter. |          |                      |           |                           |
| 1978                                     | 2008     | Marie-France Michaud | RPR-UMP   | Conseillère générale      |
| 2008                                     | En cours | Denis Durocher       | SE        | Technicien de maintenance |

## Démographie

### Évolution démographique
L'évolution du nombre d'habitants est connue à travers les recensements de la population effectués dans la commune depuis 1793. Pour les communes de moins de 10 000 habitants, une enquête de recensement portant sur toute la population est réalisée tous les cinq ans, les populations de référence des années intermédiaires étant quant à elles estimées par interpolation ou extrapolation. Pour la commune, le premier recensement exhaustif entrant dans le cadre du nouveau dispositif a été réalisé en 2005.

En 2022, la commune comptait 940 habitants, en évolution de −1,36 % par rapport à 2016 (Charente : −0,48 %, France hors Mayotte : +2,11 %).
| 1793 | 1800 | 1806 | 1821 | 1831 | 1841 | 1846 | 1851 | 1856 |
| ---- | ---- | ---- | ---- | ---- | ---- | ---- | ---- | ---- |
| 293  | 326  | 268  | 271  | 295  | 268  | 258  | 266  | 311  |

| 1861 | 1866 | 1872 | 1876 | 1881 | 1886 | 1891 | 1896 | 1901 |
| ---- | ---- | ---- | ---- | ---- | ---- | ---- | ---- | ---- |
| 288  | 263  | 321  | 319  | 361  | 322  | 355  | 341  | 351  |

| 1906 | 1911 | 1921 | 1926 | 1931 | 1936 | 1946 | 1954 | 1962 |
| ---- | ---- | ---- | ---- | ---- | ---- | ---- | ---- | ---- |
| 343  | 363  | 293  | 313  | 272  | 260  | 253  | 301  | 318  |

| 1968 | 1975 | 1982 | 1990 | 1999 | 2005 | 2006 | 2010 | 2015 |
| ---- | ---- | ---- | ---- | ---- | ---- | ---- | ---- | ---- |
| 324  | 352  | 504  | 555  | 673  | 711  | 750  | 813  | 939  |

| 2020 | 2022 | - | - | - | - | - | - | - |
| ---- | ---- | - | - | - | - | - | - | - |
| 933  | 940  | - | - | - | - | - | - | - |

### Pyramide des âges
En 2018, le taux de personnes d'un âge inférieur à 30 ans s'élève à 29,9 %, soit en dessous de la moyenne départementale (30,2 %). À l'inverse, le taux de personnes d'âge supérieur à 60 ans est de 30,2 % la même année, alors qu'il est de 32,3 % au niveau départemental.
En 2018, la commune comptait 459 hommes pour 489 femmes, soit un taux de 51,58 % de femmes, légèrement inférieur au taux départemental (51,59 %).
Les pyramides des âges de la commune et du département s'établissent comme suit.
| Hommes | Classe d’âge | Femmes |
| ------ | ------------ | ------ |
| 1,3    | 90 ou +      | 3,7    |
| 8,4    | 75-89 ans    | 8,7    |
| 20,4   | 60-74 ans    | 17,9   |
| 21,9   | 45-59 ans    | 22,7   |
| 17,5   | 30-44 ans    | 17,7   |
| 10,8   | 15-29 ans    | 10,6   |
| 19,7   | 0-14 ans     | 18,7   |

| Hommes | Classe d’âge | Femmes |
| ------ | ------------ | ------ |
| 1      | 90 ou +      | 2,7    |
| 9,2    | 75-89 ans    | 12     |
| 20,6   | 60-74 ans    | 21,3   |
| 20,7   | 45-59 ans    | 20,3   |
| 16,8   | 30-44 ans    | 16     |
| 15,6   | 15-29 ans    | 13,4   |
| 16,1   | 0-14 ans     | 14,3   |

## Économie

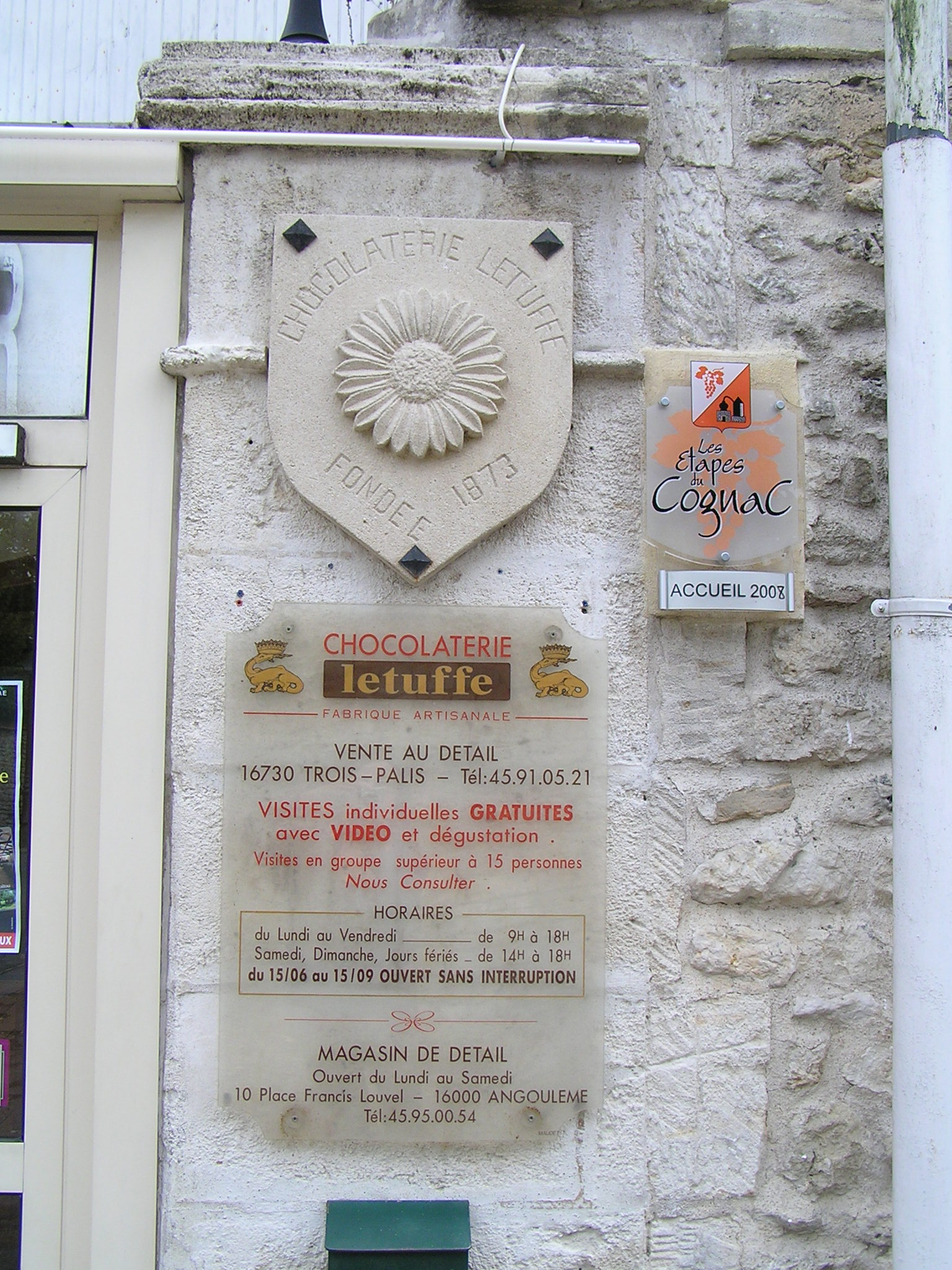
L'entrée de la chocolaterie Letuffe.

### Agriculture
La viticulture occupe une partie de l'activité agricole. La commune est classée dans les Fins Bois, dans la zone d'appellation d'origine contrôlée du cognac.
Certains producteurs vendent cognac, pineau des Charentes et vin de pays à la propriété.

### Industrie et commerces
Trois-Palis n'a plus ses moulins, une chocolaterie renommée s'y est installée.

## Équipements, services et vie locale

### Enseignement
L'école est un regroupement pédagogique intercommunal (RPI) entre Champmillon et Trois-Palis. Trois-Palis accueille l'école primaire, et Champmillon l'école élémentaire.
L'école communale s'appelle Georges-Brassens et elle est située en face de la mairie.; elle comprend une classe de maternelle et deux classes d'élémentaire. Le secteur du collège est Saint-Michel.

## Culture locale et patrimoine

### Lieux et monuments

#### Église Notre-Dame

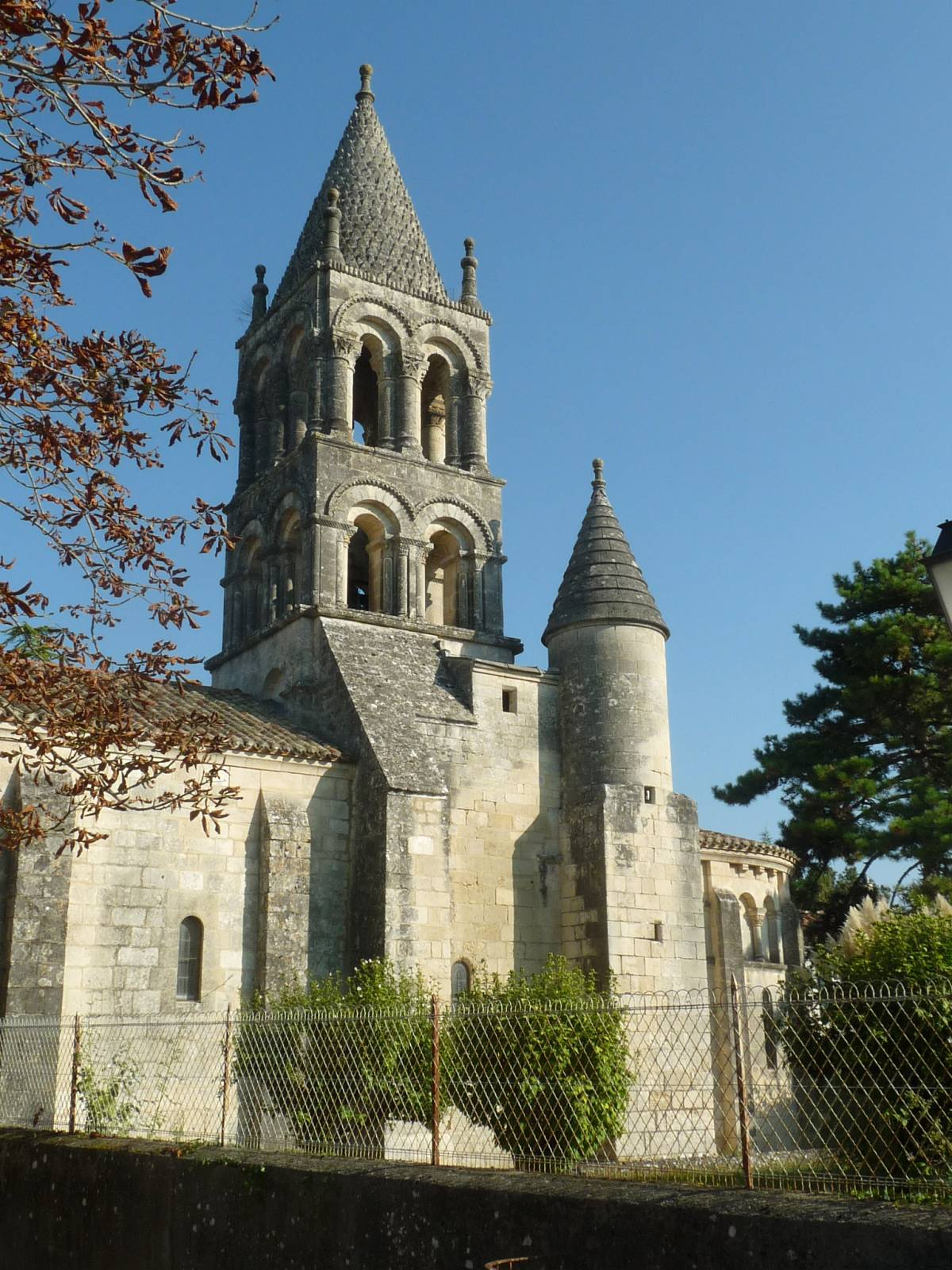
Le clocher et le chevet.

L'église paroissiale Notre-Dame est romane et date du XIIe siècle. Elle possède un clocher roman à deux étages de baies cintrées et une flèche conique. Une coupole est à la croisée et les chapiteaux sont ornés de sculptures. Au pignon de la façade, des bas-reliefs figurent le Christ entre les symboles évangéliques. Sa façade a été endommagée à la Révolution, et lourdement restaurée au XIXe siècle. Elle a été classée monument historique le 12 juillet 1886.

#### Logis de Rochecorail

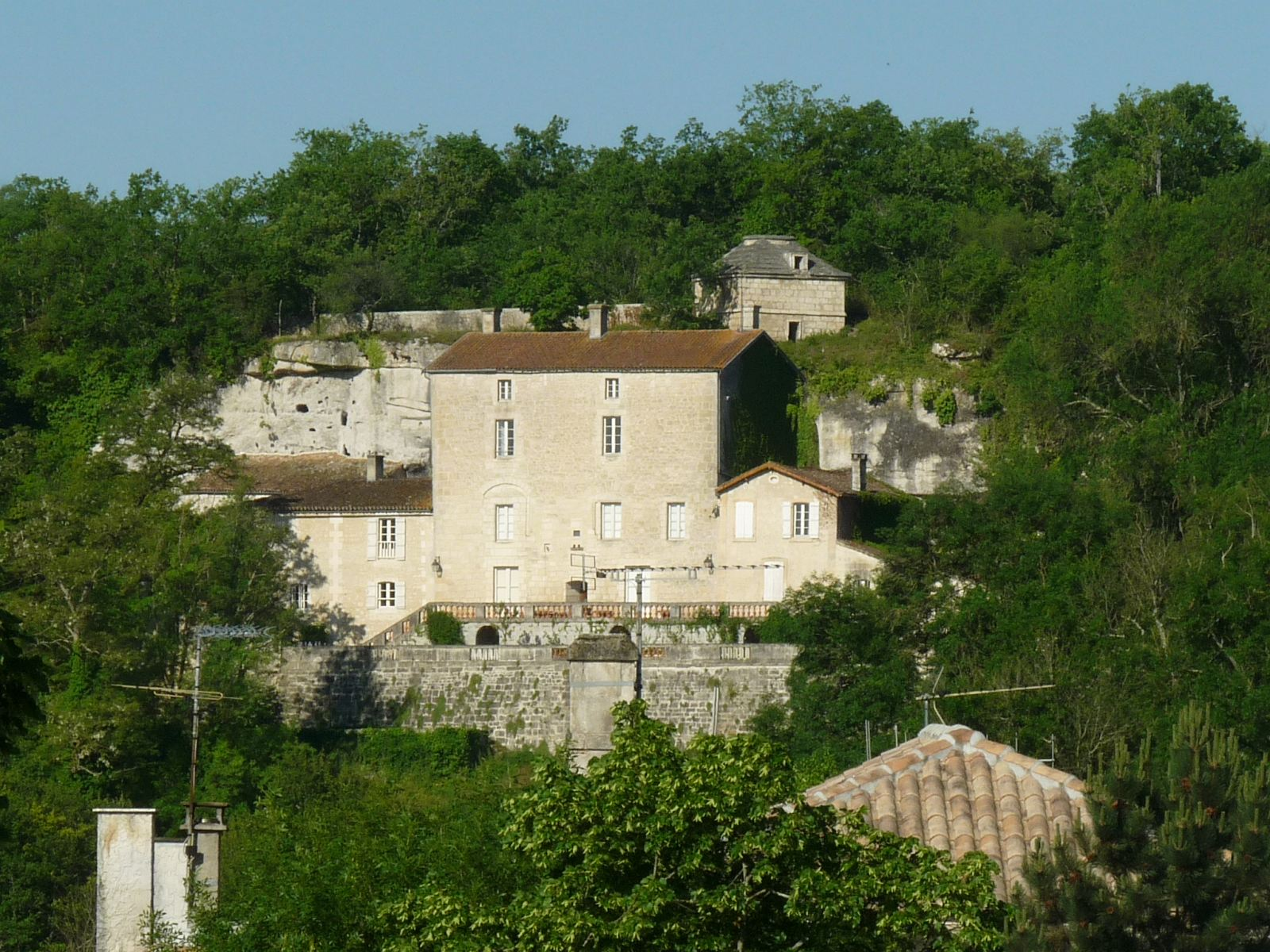
Le logis de Rochecorail vu du pont de la Meure.

Le logis de Rochecorail date du XVIe siècle. Fuie XVIIe siècle, couverte en pierre.

### Personnalités liées à la commune
- Jean Calvin, un des fondateurs du protestantisme, réfugié à Rochecorail en 1535.

### Héraldique
|  | Les armoiries de Trois-Palis se blasonnent ainsi : Deux écus accolés : le premier d'azur au chevron d'or accompagné en chef d'un croissant d'or accosté de deux étoiles d'argent et en pointe d'une rose de même. Le deuxième d'or (d'argent) au poirier arraché au naturel, feuillé de sinople et fruité du champ. |